# Uncertain Terms
Uncertain Terms è il terzo album in studio del chitarrista statunitense Greg Howe, pubblicato nel 1994.

## Tracce
Musiche di Greg Howe.
1. Faulty Outlet – 4:24
2. 5 Mile Limit – 4:43
3. Run with It – 4:09
4. Business Conduct – 4:35
5. Public and Private – 5:31
6. Song for Rachelle – 5:17
7. Stringed Sanity – 6:03
8. Solid State – 5:20
9. Second Thought – 5:20

## Formazione
- Greg Howe – chitarra, basso, batteria, ingegneria del suono, missaggio, produzione
- Lee Wertman – guitar synth (traccia 3)
- Kenneth K. Lee Jr. – mastering